# 重慶小麺

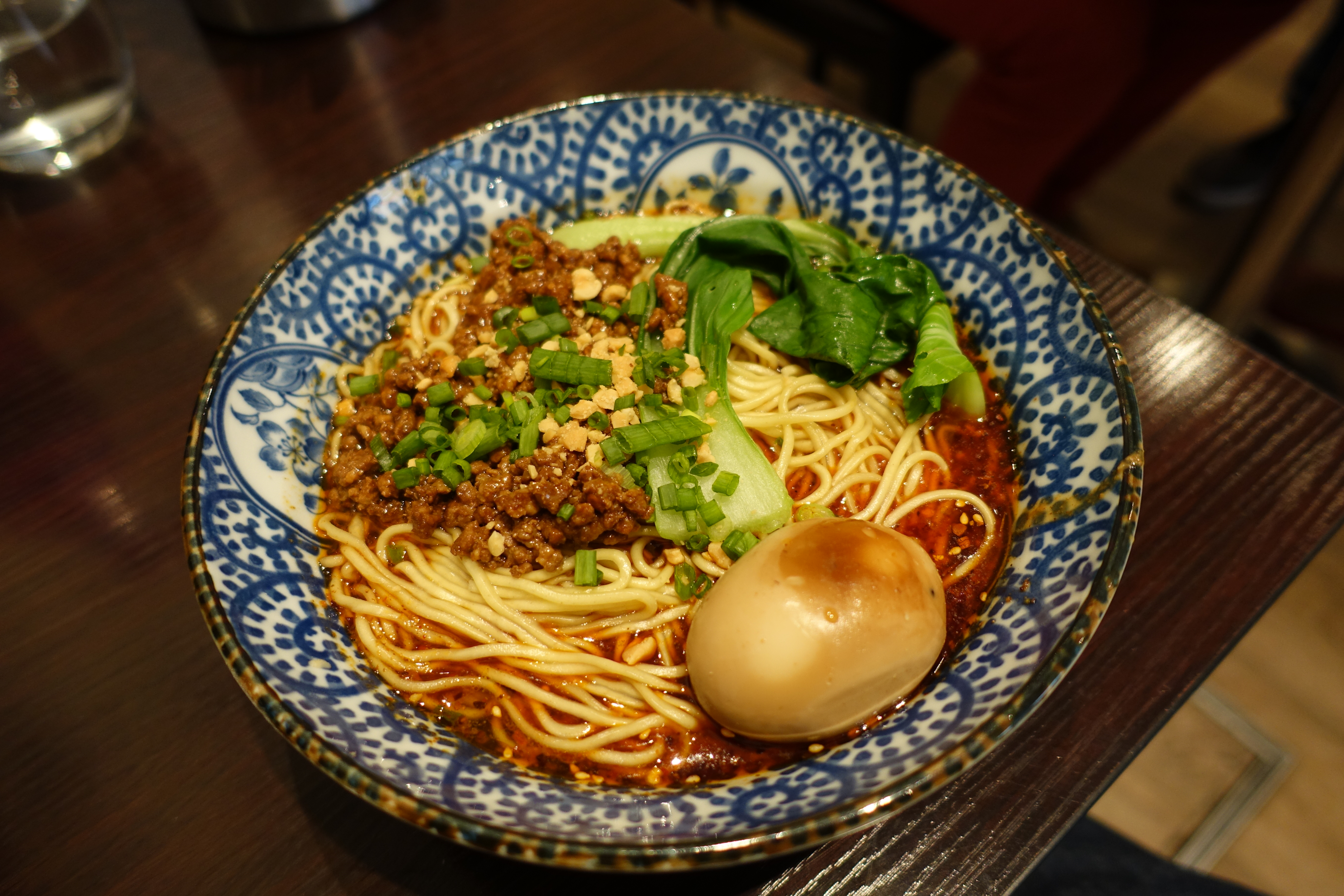
茶葉蛋乗せの重慶小麺（パリ）

小麵（シャオミエン、中国語: 小面）は中華人民共和国・重慶市の麺料理の総称。一般的に重慶市で食される麺料理はすべて「重慶小麺（重慶小面）」と呼ばれる。

## 概要
何もトッピングしない小麺、ジャージャー麺の雑醤麺、豚のホルモンがトッピングされた肥腸麺、牛肉がトッピングされた牛肉麺、担担麺などがある。基本的には、汁がない場合が多く、いずれも辛い。注文時に辛さを指定できることもあるが、最も辛くない「微辣（ウエイラー）」指定でも、初めて食する日本人には十分辛い。
火鍋と同じく、重慶市では人気の高い料理であり、地元のメディアでは「小麺のベスト50」などが選出されている。重慶市では朝食としても食されることが多い。
重慶市で重慶小麺を提供する店舗は8万4千軒あり、中国全土では40万軒を超えるとされる（2019年時点）。

## 歴史
南宋時代、北方からモンゴル帝国が攻め込んできた際に、現在の重慶市合川区で城を守っていた兵士が体を温めるために食べた辛い麺が起源とされる。
この時に誕生した麺料理は、商人や役人が多かった成都市では小ぶりなサイズの担担麺となり、長江沿いの物流業や製造業が盛んで労働者が多い重慶では、ボリューム感あってトッピングが豊富な重慶小麺となった。